# Principalvärde

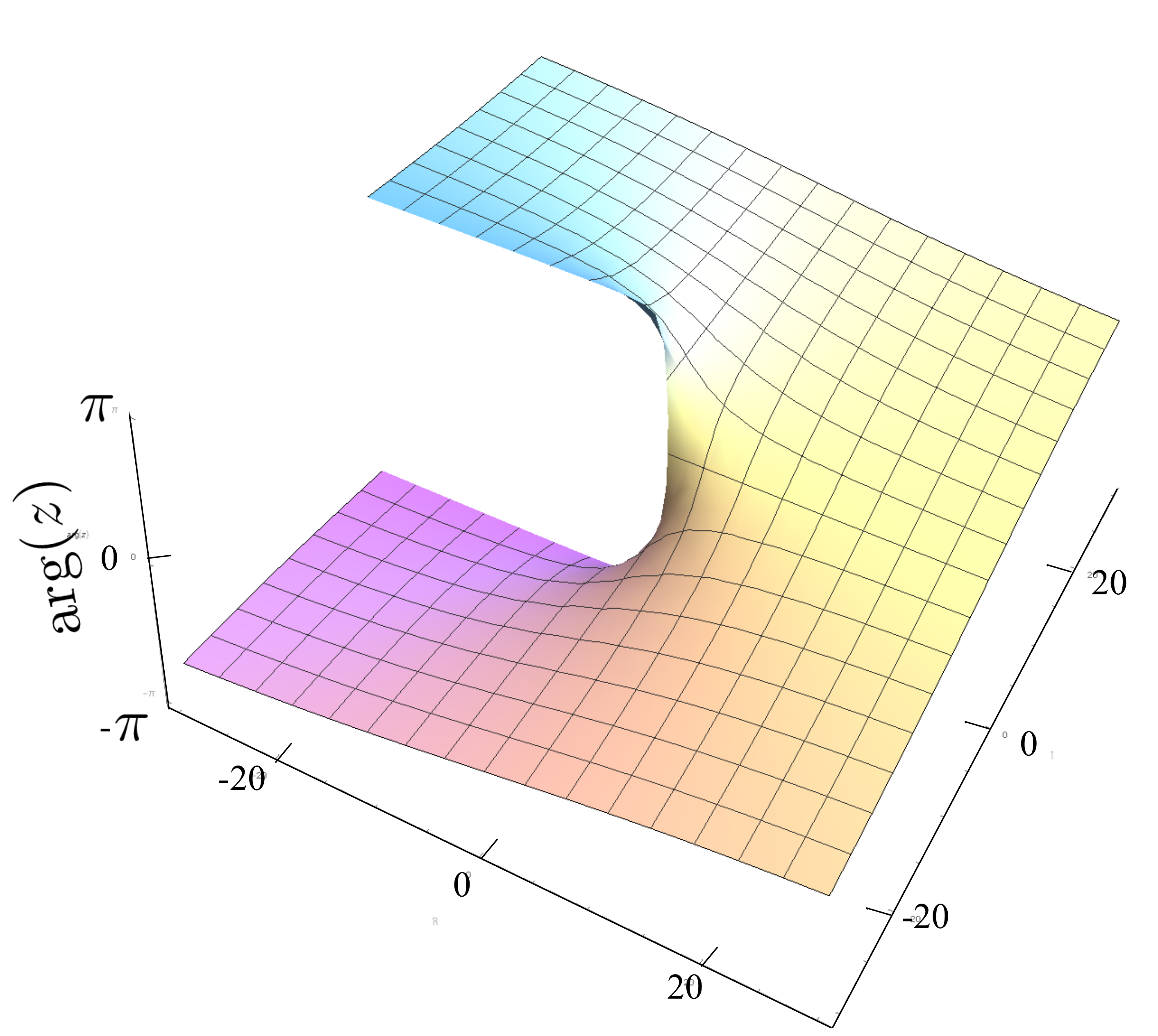
Pricipalvärden är viktiga inom den komplexa analysen. Här visas en del av arg(z)-funktionens principala gren

Principalvärde är inom den matematiska analysen ett genom konvention valt värde som returneras från en flervärd funktion. 
Till exempel har ekvationen y=x2 två lösningar, y=2 och y=-2. Ett sätt att få en väldefinierad invers till funktionen f(x) = x2, f-1(y), är att ansätta den positiva roten som principalvärde.
Principala grenar används vid definition av arcusfunktionerna, till exempel  som
{\displaystyle \arcsin :[-1,+1]\rightarrow \left[-{\frac {\pi }{2}},{\frac {\pi }{2}}\right]}
eller
{\displaystyle \arccos :[-1,+1]\rightarrow [0,\pi ]}.

## Exempel

### Trigonometriska funktioner

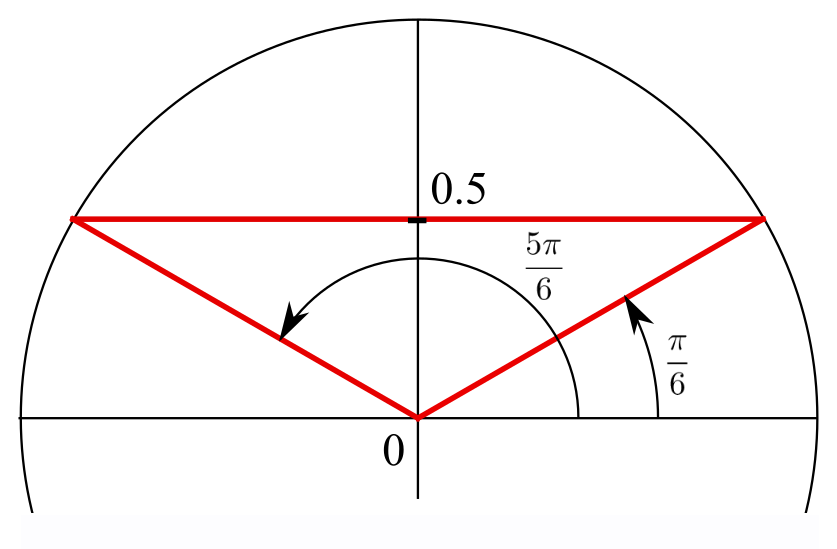
Då sin(x) = 0,5 har flera lösningar måste principalvärdet för arcsin(0,5) väljas bland

Arcusfunktionerna definieras som inverser till de periodiska trigonometriska funktionerna. Detta är möjligt om de periodiska funktionerna begränsas till intervall för vilka funktionerna genom tillämpning av en urvalsregel för de inversa funktionernas värdemängder, kan göras omvändbara, det vill säga, ha väl definierade inversa funktioner. Urvalsregeln definierar således funktionens principalvärden:
Ekvationen
{\displaystyle \sin x=0,5}
har lösningarna
{\displaystyle x_{1}=\pi /6+2\pi n}
{\displaystyle x_{2}=5\pi /6+2\pi n}
det vill säga, oändligt många värden.
Principalvärdet (π/6) väljs enligt regeln
{\displaystyle -\pi /2\leq \operatorname {arcsin} x\leq \pi /2}

### Den komplexa logaritmen
Den komplexa logaritmfunktionen log(z), är definierad som det komplexa talet w sådant att
{\displaystyle \mathrm {e} ^{w}=z}
Att finna exempelvis log(i), är att finna lösningen till
{\displaystyle \mathrm {e} ^{w}=\mathrm {i} }
för w. Uppenbarligen är iπ/2 en sådan lösning. Men är det den enda lösningen?
Andra lösningar är uppenbara med utgångspunkt från i:s position i det komplexa talplanet och dess argument arg(i). Initialt går det att "nå" i genom att rotera (1,0) π/2 radianer i moturs riktning, men med ytterligare en rotation av 2π nås i igen. Uppenbarligen är i(π/2 + 2π) också en lösning för log(i). Det går uppenbarligen att addera ett godtyckligt antal multipler av 2πi till den initiala lösningen för att erhålla alla värden för log(i).
Till skillnad från reellvärda funktioner har log(i) inte något entydigt värde! För log(z) gäller istället
{\displaystyle \log(z)=\ln {|z|}+\mathrm {i} \,\mathrm {arg} (z)=\ln {|z|}+\mathrm {i} \left(\mathrm {arg} (z)+2\pi k\right)}
för ett heltal k, där arg(z) är det principala argumentet till z definierat som tillhörande intervallet (-π, π]. Varje värde på k bestämmer vad som är känt som en gren, en envärd komponent av den flervärda log-funktionen.
Grenen som svarar mot k = 0 är känd som den principala grenen, och längs denna gren, antar funktionen värden kända som principala värden.